# Кривая (приток Чира)
Кривая — река в России, протекает в Волгоградской и Ростовской областях; левый приток реки Чир в 221 км от её устья. Длина реки — 56 км, площадь водосборного бассейна — 509 км².

## Описание
Берёт начало севернее хутора Ягодный Серафимовичского района Волгоградской области. Вниз по течению проходит по границе Волгоградской и Ростовской областей. В Ростовской области протекает восточнее хутора Криушинский Шолоховского района, затем — западнее хутора Рубашкин Серафимовичского района Волгоградской области и рядом с хутором Дубовой Боковского района Ростовской области. Далее по Ростовской области проходит восточнее хутора Горбатов, через хутора Белавин и Астахов, образуя юго-западнее от него озеро. Затем река проходит через хутор Дуленков, за которым впадает в реку Чир (восточнее станицы Боковской).
В Боковском районе река Кривая пересекает автодорогу «ст. Обливская — ст. Советская — ст. Боковская — ст. Каргинская — ст. Боковская — х. Белавин — х. Дубовой»; через реку построен большой мост с тротуаром для пешеходов.

## Данные водного реестра
По данным государственного водного реестра России относится к Донскому бассейновому округу, водохозяйственный участок реки Чир. Речной бассейн реки — Дон (российская часть бассейна).